# Женская сборная Сербии по баскетболу 3×3
Женская сборная Сербии по баскетболу 3×3 представляет Сербию на международных соревнованиях по баскетболу 3×3. Управляющим органом является Баскетбольный союз Сербии.
По состоянию на 11 сентября 2024, женская сборная Сербии по баскетболу 3×3 занимает 111-е место в мировом рейтинге ФИБА женских сборных по баскетболу 3×3.

## Результаты выступлений
| Турнир                             | Золото | Серебро | Бронза | Всего |
| ---------------------------------- | ------ | ------- | ------ | ----- |
| Чемпионат Европы по баскетболу 3×3 | —      | —       | —      | —     |
| Европейские игры                   | —      | —       | —      | —     |
| Средиземноморские игры             | —      | —       | —      | —     |
| Итого                              | —      | —       | —      | —     |

### Чемпионат Европы по баскетболу 3x3
| Год            | Место          | Игры           | Победы         | Поражения      | Состав команды                                                          |
| -------------- | -------------- | -------------- | -------------- | -------------- | ----------------------------------------------------------------------- |
| 2014           | не участвовали | не участвовали | не участвовали | не участвовали | не участвовали                                                          |
| Бухарест 2016  | 7              | 3              | 1              | 2              | Mirjana Beronja, Nataša Bučevac, Jelena Maksimovic, Jovana Vukoje       |
| Амстердам 2017 | 8              | 3              | 1              | 2              | Jelena Maksimovic, Biljana Pesovic, Ana Radovic, Maja Skoric            |
| Бухарест 2018  | 12             | 2              | 0              | 2              | Mirjana Beronja, Jefimija Karakasevic, Marina Markovic, Biljana Pesovic |
| 2019—н. в.     | не участвовали | не участвовали | не участвовали | не участвовали | не участвовали                                                          |

### Европейские игры
| Год        | Место          | Игры           | Победы         | Поражения      | Состав команды                                                        |
| ---------- | -------------- | -------------- | -------------- | -------------- | --------------------------------------------------------------------- |
| 2015       | не участвовали | не участвовали | не участвовали | не участвовали | не участвовали                                                        |
| Минск 2019 | 10             | 3              | 2              | 1              | Mirjana Beronja, Dragana Gobeljić, Jefimija Karakašević, Tamara Rajić |
| 2023       | не участвовали | не участвовали | не участвовали | не участвовали | не участвовали                                                        |

### Средиземноморские игры
| Год            | Место | Игры | Победы | Поражения | Состав команды                                                     |
| -------------- | ----- | ---- | ------ | --------- | ------------------------------------------------------------------ |
| Таррагона 2018 | 4     | 5    | 1      | 4         | Ines Corda, Anja Spasojević, Bojana Stevanovic, Julijana Vojinovic |
| Оран 2022      | 7     | 5    | 3      | 2         | Ivana Curaković, Tijana Jelić, Lena Radulović, Nina Tešić          |